# Референдум щодо членства Гренландії в Європейських Співтовариствах (1982)
Референдум Гренландії щодо членства в Європейських Співтовариствах 1982 року був референдумом, який відбувся 23 лютого 1982 року щодо того, чи повинна Гренландія продовжувати бути членом Європейських Співтовариств (ЄС).
Гренландія приєдналася до ЄС у 1973 році, коли приєдналася Данія, хоча більшість у 70 % голосів Гренландії на референдумі в Данії в ЄС, що відбувся в 1972 році, були проти членства. Навесні 1981 року, після встановлення самоуправління Гренландії в 1979 році і перемоги євроскептичної партії Сіумут на виборах 1979 року, парламент Гренландії погодився провести референдум щодо її подальшого членства. Результатом референдуму була більшість за вихід із ЄС, і це було введено в дію Гренландським договором, який дозволив ЄС зберегти свої права на рибальство. Гренландія продовжує вважатися однією із заморських територій ЄС, що надає їй особливі відносини з Європейським Союзом.

## Результати
| Усього виборців | Проти (%)      | За (%)         |
| --------------- | -------------- | -------------- |
| 23 795          | 12 615 (53,02) | 11 180 (46,98) |